# トキタイ山
トキタイ山（トキタイやま）は、北海道の宗谷郡猿払村と枝幸郡浜頓別町の2町村にまたがる標高291.5mの山である。山頂には二等三角点「土岐体山」が設置されている。

## 概要
宗谷丘陵主稜線上にある三等三角点「問寒別」(356.3m）から北に派生する尾根上に位置する山である。
山名はかつてアイヌ語で「トキタイウッシリ（to kitay eus sir：沼・のてっぺん・の先についている・山）」と呼ばれていたことに由来すると考えられている。

## 登山
登山道はないため残雪期に登られる。主なルートは、道道84号の町村境付近にあるしらかば駐車公園から主稜線に取り付いて山頂へ至る。山頂周囲に樹木はなく360度の眺望である。